# Missing middle housing

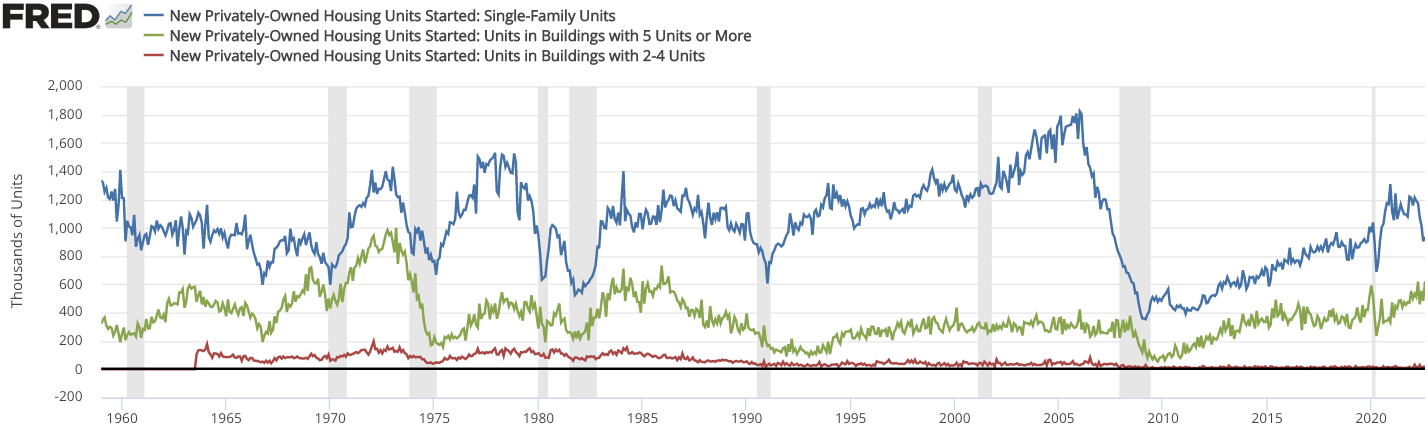
Construção de habitações nos Estados Unidos, 1959–2021

Missing middle housing (lit. "moradias médias ausentes") descreve a ausência de uma variedade de tipos de habitação multi-familiares ou coletivas que são compatíveis em escala com vizinhanças monofamiliares ou transicionais. Esses tipos de domicílio são destinados a cumprir a demanda para vizinhanças caminháveis, responder a mudanças demográficas e fornecer moradias de diferentes custos. A expressão "missing middle" (lit. "meio ausente") é utilizado para descrever os tipos de alojamento que eram comuns nos Estados Unidos antes da Segunda Guerra Mundial como duplexes, rowhomes e apartamentos com quintais, mas que agora são mais raros e, portanto, "ausentes". Ao invés de focar na quantidade de unidades em uma estrutura, as moradias médias enfatizam escalas e alturas apropriadas para vizinhanças monofamiliares e transicionais. Depois da criação do termo em 2010, o conceito já foi aplicado aos Estados Unidos, ao Canadá e à Austrália.

## Antecedentes

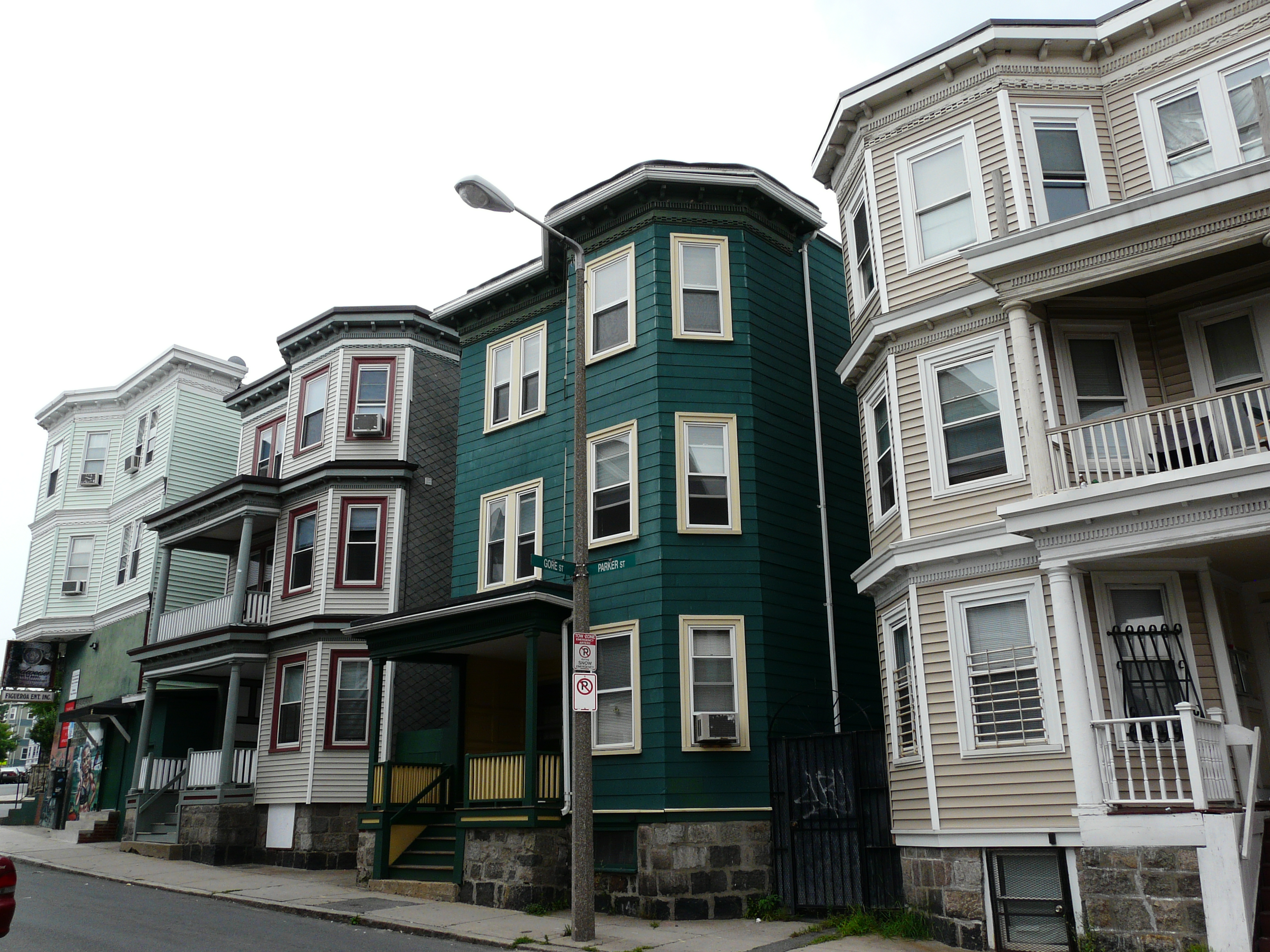
Rua com triple-deckers em Boston, Massachusetts

O termo "missing middle housing" foi criado pelo arquiteto Daniel Parolek em 2010. Muitas formas que são agora descritas como moradias médias foram construídas antes da década de 1940 como duplexes em Chicago, rowhomes em Brooklyn, Baltimore, Washington D.C. e Filadélfia, casas para duas famílias ou triple-deckers em Boston e Worcester, e complexos de bangalôs na Califórnia. Depois da Segunda Guerra Mundial, habitações nos Estados Unidos começaram a tender significativamente a favor de casas monofamiliares graças a políticas de zoneamento, tornando difícil a construção de moradias médias caminháveis em muitas áreas e consequentemente reduzindo a oferta desse tipo de habitação agora "ausente".

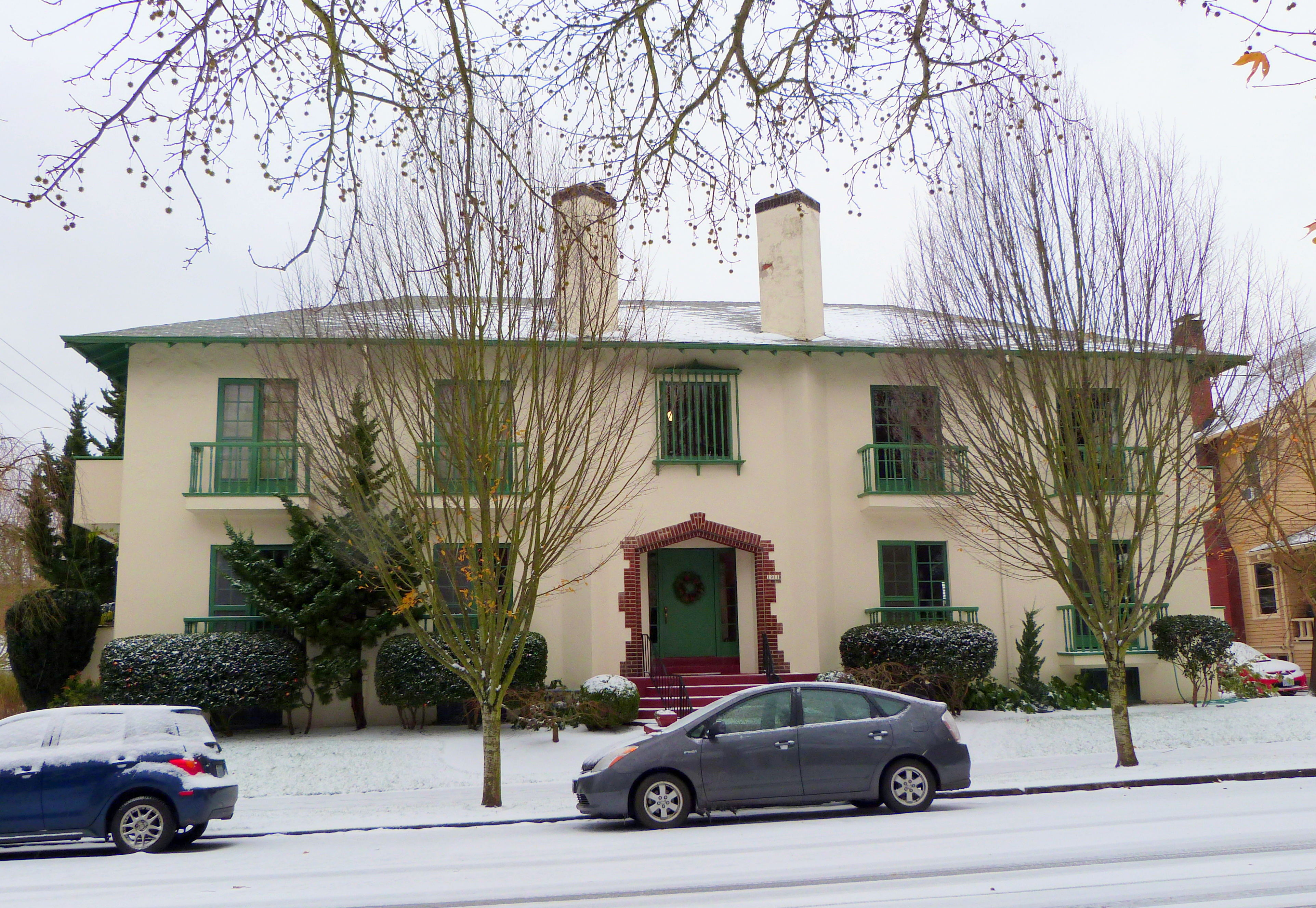
Quadriplex histórico em Portland, Óregon

O ressurgimento das moradias médias se dá graças a vários fatores como o crescimento da demanda por esse tipo de habitação e por domicílios em vizinhanças caminháveis, a necessidade de lares com preços acessíveis, os esforços ambientas para promover a caminhabilidade e o desenvolvimento orientado ao transporte coletivo e as mudanças demográficas em curso. A Associação Americana para Pessoas Aposentadas (AARP) publicou um relatório mostrando que estadunidenses cada vez mais precisam de acesso fácil a serviços e amenidades disponíveis em comunidades caminháveis, urbanas, e orientadas ao transporte coletivo. Foi relatado que a geração Y dirige menos e procura opções de moradia em vizinhanças caminháveis e próximas a transportes públicos. O número de quilômetros viajados por automóveis aumentou ano após ano entre 1946 e 2004; hoje, porém, estadunidenses dirigem menos do que em 2004, e não mais por pessoa do que em 1996. O declínio é mais acentuado entre jovens entre 16 e 34 anos, que dirigiam 23% menos quilômetros em média em 2009 do que a mesma faixa etária em 2001. Além disso, estudos sugerem que a geração Y prefere vizinhanças com várias opções de amenidades e transporte público. A organização Small Housing BC afirmou que "a estrutura do subúrbio tradicional norte-americano falhou em cumprir as expectativas de muitos que se assentaram em vizinhanças suburbanas, e novas formas estão sendo procuradas para reprojetar a vida suburbana e reconstruir esses padrões de assentamento."

## Design

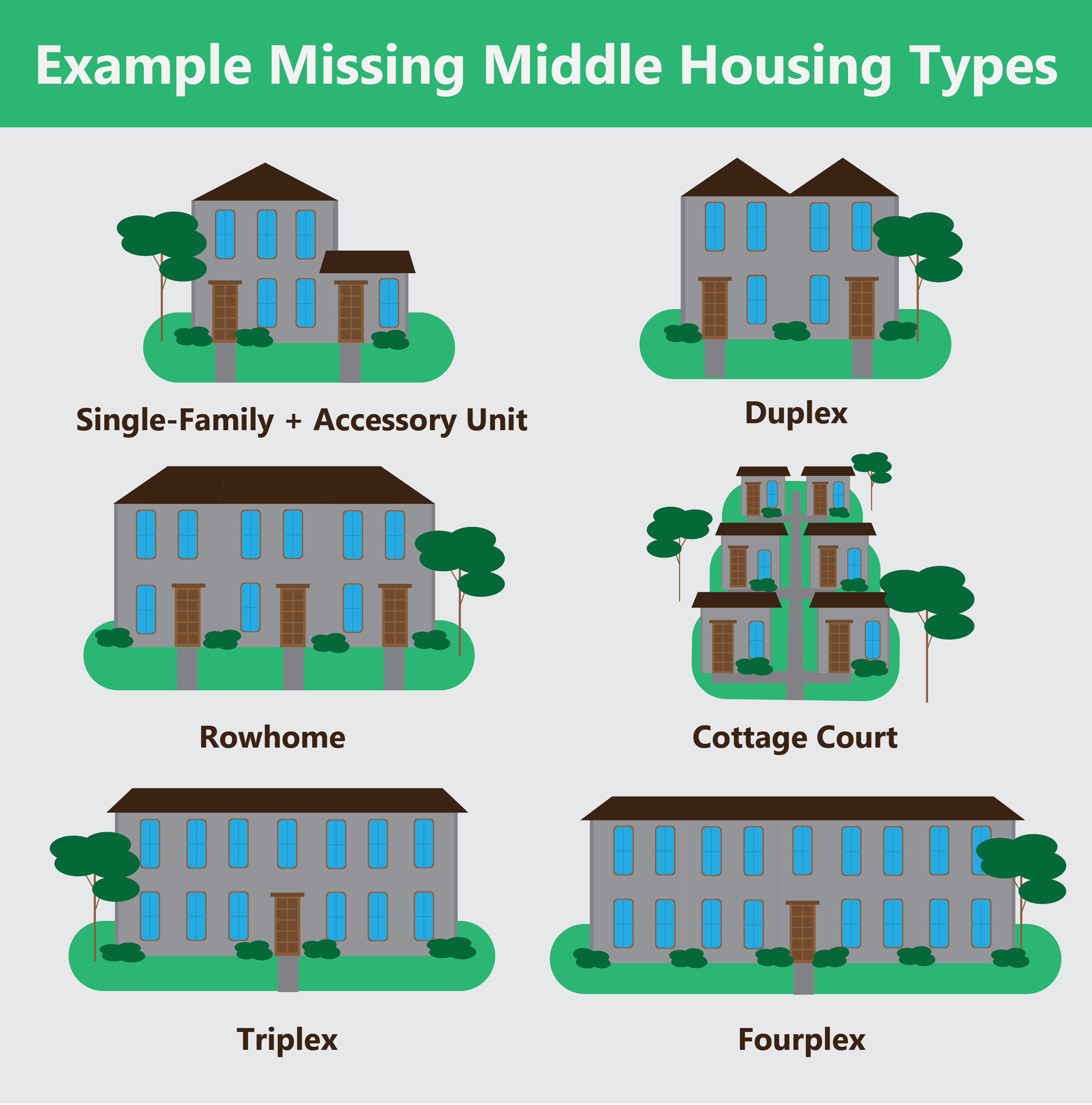
Exemplos de tipos de moradias médias

Moradias médias podem ser construídas em diversas densidades e estilos, mas podem ser caracterizadas por sua localização em um contexto caminhável, baixa densidade aparente, pequena utilização do terreno da cidade, lares menores, poucos espaços para estacionamento e foco na comunidade. Formas de moradias médias incluem duplexes horizontais ou verticais, complexos de bangalôs, quadriplexes, multiplexes, sobrados, apartamentos baixos com quintais e construções mistas com unidades residenciais e comerciais. Esses tipos de moradias tipicamente possuem uma densidade residencial de 16 a 30 unidades por acre, mas parecem ter uma densidade muito menor por serem menores em escala. Graças a seu tamanho, moradias médias podem se misturar a vizinhanças monofamiliares e funcionar como uma transição entre habitações de alta densidade e monofamiliares, ou entre zonas comerciais e residenciais. A densidade resultante pode suportar uma cominidade maior e mais variada com comércios caminháveis, amenidades e transportes públicos, por exemplo.

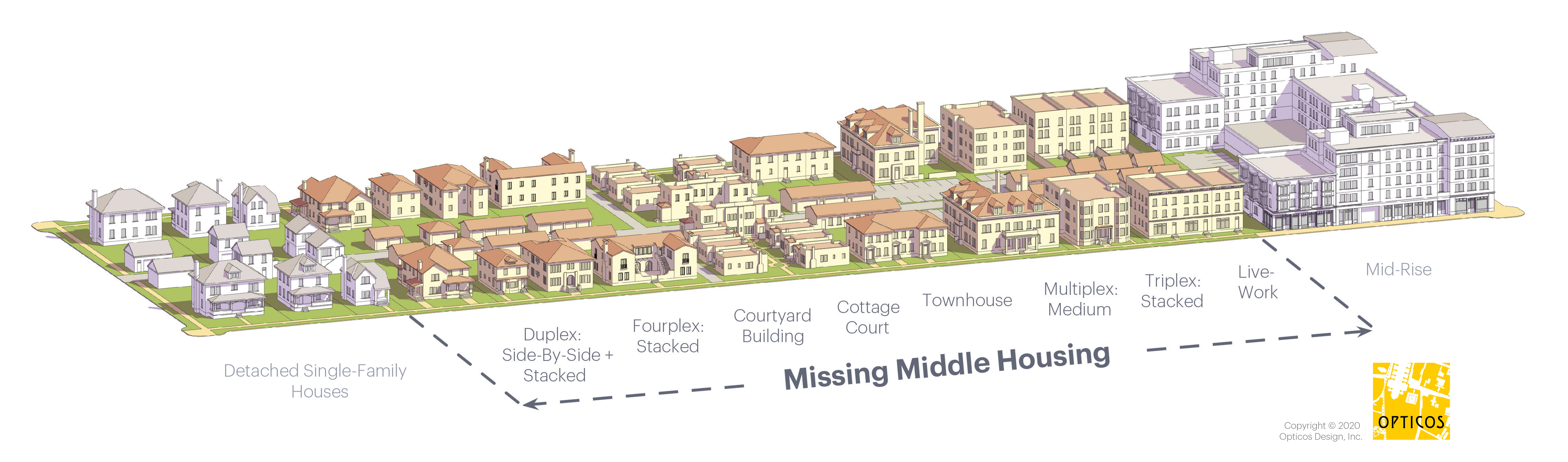
Diagrama de habitação do meio ausente por Dan Parolek da Opticos Design